# Compagnie de colonisation et de crédit des Cantons de l'Est
La Compagnie de colonisation et de crédit des Cantons de l'Est a été fondée en 1880 sous l'influence de Mgr Antoine Racine et Jérôme-Adolphe Chicoyne, rédacteur en chef du Pionnier de Sherbrooke, ainsi que quelques investisseurs afin d'acquérir et de gérer le développement de 4628 acres ou 18,7 km2 de terrain appartenant à Lemuel Pope, un cousin de John Henry Pope, dans le canton de Woburn, au sud du lac Mégantic, dans les Cantons-de-l'Est afin de favoriser le peuplement canadien-français et par des immigrants venus de France. Les terrains n'étaient pas peuplés par les Britanniques qui avaient déjà la concession de 800 000 acres (3 237 km2) de Terre de la Couronne dans cette région du Bas-Canada. 

## Contexte
Après l'échec de l'immigration et des défricheurs venant des îles Britanniques, qui préfèrent s'établir vers le Haut-Canada au lieu de l'Estrie, la rébellion des Patriotes et l'Acte d'Union (1840), les Canadiens français, dont la population augmente rapidement sont confinés sur les anciennes seigneuries le long de la vallée du fleuve Saint-Laurent et de la rivière Chaudière. Les terres du Buckinghamshire (comté du Bas-Canada) leur sont pratiquement interdites. Le canton (township) est une division cadastrale de 10 milles sur 10 milles (100 milles carrés soit environ 259 km²) dont 200 acres par canton sont strictement réservés au clergé protestant. Aucune route de colonisation n'est ouverte pour le défrichement. Le seul accès est par les cours d'eau et les lacs. Les Canadiens avaient commencé à émigrer pour travailler dans les usines au nord des États-Unis vers 1830. À la même époque, le clergé  est toléré par les Canadiens anglais protestant dans le Bas-Canada; des missionnaires catholiques peuvent fonder des missions dans les endroits parfois très isolés dans les cantons anglophones ou les Canadiens-français commencent à défricher et fonder des villages. Une première mission est fondée a Sherbrooke en 1834 et deviendra un immense diocèse de 6000 km² en 1874, ouvrant la voie à 26 paroisses, 8 missions, 130 écoles avec 4000 élèves ainsi d'autres institutions catholiques. De nouveaux diocèses se forment et des sociétés de colonisation se formeront un peu partout. Le Ministère de la Colonisation du Québec sera créé plus tard en 1888 afin de favoriser l'ouverture des terres à l'agriculture.

## Relation entre le Canada et l’Europe
Après la guerre de la Conquête en Nouvelle-France ou guerre de Sept Ans d'un point de vue plus global, le Canada Britannique coupa ses relations économiques avec la France pendant près de 100 ans. Les relations reprirent lentement après la visite diplomatique le 13 juillet 1855 du premier navire battant pavillon français, La Capricieuse, dont le capitaine Paul-Henry de Belvèse accoste au port de Québec.

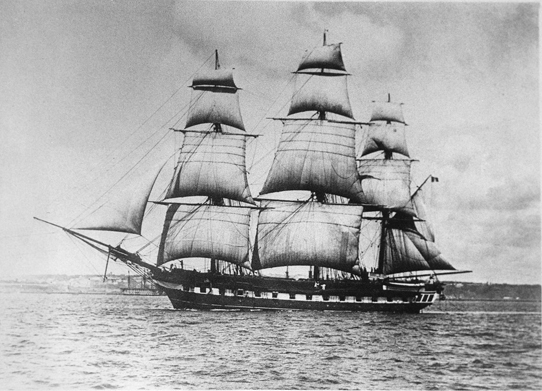
Corvette La Capricieuse

C'est la première fois, depuis la perte du Canada à l'Angleterre en 1763, que les francophones auront des contacts avec la France. La reprise des relations économiques ouvrira la possibilité de projets de peuplement et de colonisation par des francophones. En 1851, les 356 habitants de Newport (Estrie) sont tous d'origine britannique ; des loyalistes ou leurs descendants ayant émigré vers le nord et s'étant établis gratuitement sur des terres des cantons avec l'aide du gouverneur de la Province de Québec (1763-1791) Frederick Haldimand. Le 1er juillet 1855 la municipalité des cantons-unis de Newport-Ditton-Chesham-Clinton-et-Auckland est  constituée. En 1859, le Consulat général de France à Québec est ouvert et une ligne par bateau est inaugurée entre Le Havre et Montréal.

## Colonisation
Après la Confédération canadienne en 1867, les territoires dépendent désormais de la province et plusieurs agents et sociétés de colonisation voient le jour. En 1875, le gouvernement du Québec a également adopté une loi sur le rapatriement pour contrer la diaspora québécoise depuis 1840 vers les usines de la Nouvelle-Angleterre. La première colonie de rapatriement fut La Patrie. Dans la région du Comté de Compton dans les cantons de l'Est; un colon rapatrié pouvait choisir dans une zone désignée 100 acres de terrain, avec une maison et 4 acres défrichés, prêts à ensemencer. Le coût était de 0,60 $ l'acre, plus 140 $ pour les améliorations. Le gouvernement a prêté l'argent et le colon avait 10 ans pour rembourser. Plusieurs colonies catholiques canadiennes-françaises se développèrent  comme Notre-Dame-des-Bois, Chartierville et La Patrie, au milieu de la forêt encore non défrichée. La Compagnie de colonisation et de crédit des Cantons de l'Est avait pour but de continuer la colonisation dans cette région, de concert avec la petite bourgeoisie et les défricheurs. À cette époque, les membres du clergé encourageaient la colonisation partout dans la province ; un des plus connus fut le curé Antoine Labelle, qui a fondé la Société de colonisation du diocèse de Montréal.